# Limonia yeranda
Limonia yeranda là một loài ruồi trong họ Limoniidae. Chúng phân bố ở miền Australasia.